# Hugo Jury
Hugo Jury, född 13 juli 1887 i Mährisch Rothmühl, Mähren, död 9 maj 1945 i Zwettl, var en österrikisk promoverad läkare och nazistisk politiker. Han var mellan 1938 och 1945 Gauleiter i Niederdonau. Från 1940 var han därjämte riksståthållare.

## Biografi
Jury inledde medicinstudier i Prag 1905 och promoverades till medicine doktor 1911. Han tjänstgjorde därefter som läkare i Frankenfels. Under första världskriget var Jury läkare i österrikisk-ungerska armén. Jury, som var specialist inom lungmedicin, var efter kriget verksam i Sankt Pölten.
Jury inträdde 1932 i NSDAP, men då partiet var förbjudet i Österrike fick han verka i det tysta. Han häktades vid ett tillfälle och satt en tid internerad i Anhaltelager Wöllersdorf, ett interneringsläger som den österrikiska regeringen hade inrättat för politiska motståndare. Från 1936 till 1938 var Jury ställföreträdande Landesleiter för Österrike.
Den 26 februari 1938 utnämndes Jury till statsråd. I samband med Anschluss, Tysklands annektering av Österrike i mars 1938, var Jury minister för socialförvaltning i Arthur Seyss-Inquarts kortlivade regering. Jury upptogs i SS, där han uppnådde tjänstgraden Obergruppenführer. I maj samma år blev Jury Gauleiter för Reichsgau Niederdonau och från 1940 tillika riksståthållare.
I andra världskrigets slutskede begick Hugo Jury självmord.